# Кастел Ранијеро (Равена)
Кастел Ранијеро је насеље у Италији у округу Равена, региону Емилија-Ромања.
Према процени из 2011. у насељу је живело 23 становника. Насеље се налази на надморској висини од 90 м.